# The Getaway (1994)
The Getaway is een Amerikaanse actie-misdaadfilm uit 1994, geregisseerd door Roger Donaldson. De film is een remake van de gelijknamige film uit 1972 dat daarop weer gebaseerd is op de gelijknamige roman uit 1958 geschreven door Jim Thompson.

## Verhaal
Bankrover Carter 'Doc' McCoy belandt in de gevangenis als een plan mislukt. Zijn vrouw Carol regelt bij de invloedrijke zakenman Jack Benyon dat haar man vervroegd wordt vrijgelaten. Ze moet hiervoor wel het bed delen met Benyon. Als Carter vrij komt is er nog een voorwaarde, hij moet een bankovervallen voor Benyon. Ook hiermee loopt hij in een hinderlaag. Carter en Carol slaan op de vlucht.

## Rolverdeling
| Acteur                 | Personage          |
| ---------------------- | ------------------ |
| Alec Baldwin           | Carter 'Doc' McCoy |
| Kim Basinger           | Carol McCoy        |
| Michael Madsen         | Rudy Travis        |
| James Woods            | Jack Benyon        |
| David Morse            | Jim Deer Jackson   |
| Jennifer Tilly         | Fran Carvey        |
| Richard Farnsworth     | Slim               |
| Philip Seymour Hoffman | Frank Hansen       |
| Burton Gilliam         | Gollie             |
| Royce D. Applegate     | Gun Shop Salesman  |